# Lorenzo Minotti
Pour les articles homonymes, voir Minotti.
Lorenzo Minotti, né le 8 février 1967 à Cesena, en Émilie-Romagne est un footballeur italien. 

## Biographie
Il évoluait au poste de défenseur et a été finaliste de la Coupe du monde 1994 avec l'équipe d'Italie, sans jamais toutefois fouler la pelouse des stades américains.
Il possède 8 sélections en équipe nationale, toutes entre 1994 et 1995.
Il est aujourd'hui le directeur technique du club de sa ville de naissance, l'AC Cesena.

## Carrière
- 1985-1987 :  AC Cesena
- 1987-1996 :  Parme AC
- 1996-1997 :  Cagliari Calcio
- 1997-2000 :  Torino FC
- 2000-2004 :  FC Trévise[1]

## Palmarès
- 1 Supercoupe de l'UEFA : 1993  Parme FC
- 1 Coupe des Coupes : 1992-93  Parme FC
- 1 Coupe de l'UEFA : 1994-95  Parme FC
- 1 Coupe d'Italie : 1991-92  Parme FC